# Степанова, Инна Эдуардовна
И́нна Эдуа́рдовна Степа́нова (род. 1967) — российский учёный-геофизик, доктор наук, профессор РАН (2015).

## Биография, карьера
Родилась в 1967 году. Окончила МГУ и аспирантуру.
С 15 марта 1993 работает в Институте физики Земли им. О. Ю. Шмидта РАН, в настоящее время — главный научный сотрудник, отделение планетарной геофизики и геодинамики, лаборатория происхождения, внутреннего строения и динамики Земли и планет.
Доктор физико-математических наук (2003), профессор РАН (2015).
Диссертации:
- Некоторые математические задачи высокотемпературной нитроцементации : автореферат дис. … кандидата физико-математических наук : 01.01.03. — Москва, 1992. — 29 с.: ил.
- S-аппроксимации в методе линейных интегральных представлений при решении задач геофизики : Дис. ... д-ра физ.-мат. наук : 25.00.10. — Москва, 2003. — 316 c.

## Сфера деятельности, достижения
Степанова — специалист в области решения некорректных задач геофизики, интерпретации гравиметрических и магнитометрических данных, создания численных методов решения больших плохообусловленных систем линейных алгебраических уравнений.
Опубликовала более 80 научных статей, 3 монографии. Книга «Обратные задачи и методы их решения. Приложения к геофизике» (авторы Ягола А. Г., Ван Янфей, Степанова И. Э.) неоднократно переиздавалась (третье издание: 2017, ISBN 978-5-00101-496-6).